# Grob Aircraft
Grob Aircraft SE ist ein Hersteller von Flugzeugen, der 1971 in Tussenhausen-Mattsies im Landkreis Unterallgäu gegründet wurde. Grob ist ein deutscher Erstausrüster (OEM), der auch in der Herstellung von Flugzeugen aus Verbundwerkstoffen mit Kohlenstofffasern tätig ist.
Seit seiner Gründung hat Grob unterschiedlichste Flugzeugtypen ausgeliefert, die vom Motorsegler bis zu hochfliegenden Überwachungs- und Aufklärungsflugzeugen reichen. Grob Aircraft ist vor allem für seine militärischen Hochleistungstrainer bekannt.
Das Unternehmen befindet sich im Besitz von H3 Aerospace GmbH & Co. KG.

## Geschichte
Ursprünglich lief die Flugzeugproduktion unter den Namen Burkhart Grob Luft- und Raumfahrt GmbH & Co. KG, später Grob Aerospace GmbH. Der mit Übernahme durch die Fortius Mittelstandskapital AG in Grob Aircraft AG umbenannte Flugzeugbauer aus Tussenhausen ist Lizenzhalter für die Grob-Flugzeuge (außer Grob SPn) und befindet sich im Eigentum der H3 Aerospace GmbH & Co. KG.

### Burkhart Grob Luft- und Raumfahrt

Ehemaliges Logo von Grob Luft- und Raumfahrt

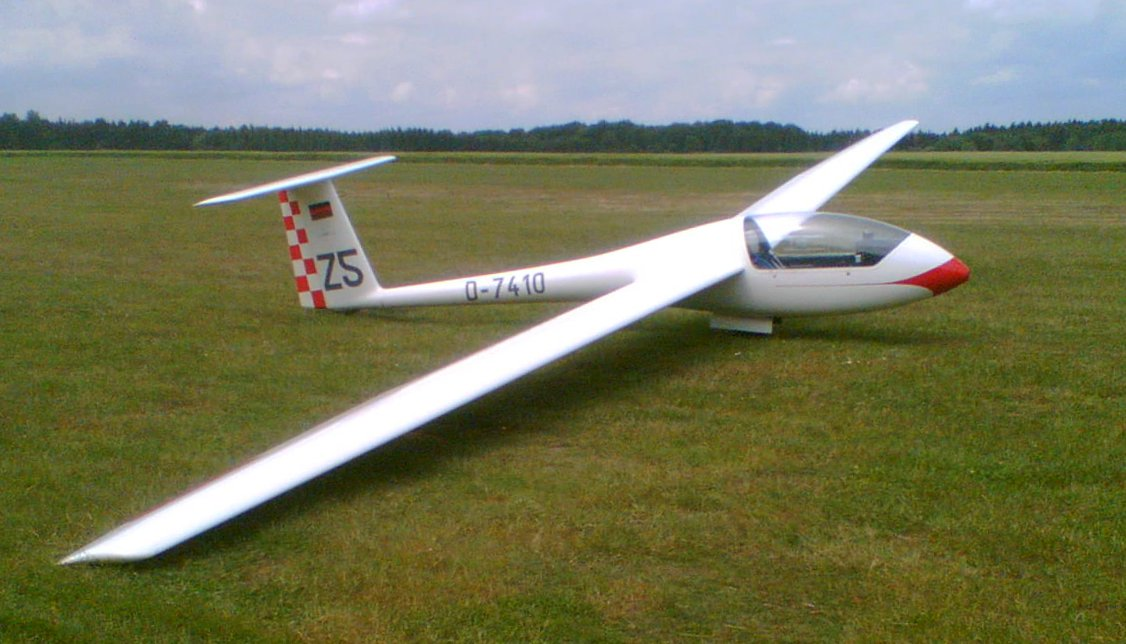
G 102 Astir CS: Das erste von Grob selbst entwickelte Flugzeug

Ab 1971 begann der Lizenzbau von mehr als 200 Segelflugzeugen vom Typ Schempp-Hirth Standard Cirrus durch die Burkhart Grob Luft- und Raumfahrt GmbH & Co. KG, die damals Teil der Grob-Werke war. Ab 1973 wurde dann mit der Fertigung des ersten eigenen Flugzeugs begonnen, des G 102 Astir. Bald darauf folgten der daraus entwickelte Doppelsitzer G 103 Twin Astir und der Leistungs-Einsitzer G 104 Speed Astir.
1976 wurde das Flugzeugwerk am Flugplatz Mindelheim-Mattsies in Tussenhausen-Mattsies in der Nähe von Mindelheim gegründet. Der Standort München wurde 1976 aufgegeben. Im Jahre 1980 betrug die Tagesproduktion bei Grob 1,5 Flugzeuge, von der etwa die Hälfte für den Export bestimmt war.

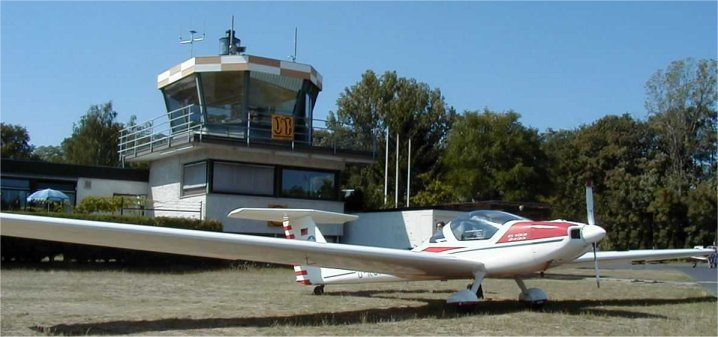
Die G 109A war das erste motorgetriebene Luftfahrzeug von Grob

Anfang der 1980er-Jahre begann bei Grob Luft- und Raumfahrt die Fertigung von motorgetriebenen Luftfahrzeugen, deren erstes der Reisemotorsegler G 109A war. Ein Problem war die für die vergleichsweise schweren Kunststoff-Konstruktionen geringe Leistung der damals zur Verfügung stehenden Triebwerke, die letztlich zur Entwicklung des Grob-2500-Motors mit 90 PS führte, der in der ab 1983 gebauten G 109B zum Einsatz kam. Zudem gab es auch zahlreiche andere Weiterentwicklungen durch externe Firmen (wie z. B. die Firma Korff), die 90 bis 130 PS starke Limbach-Flugmotoren an die G 109 adaptierten, so dass diese auch zum kostengünstigen Flugzeugschlepp-Start von Segelflugzeugen geeignet sind.

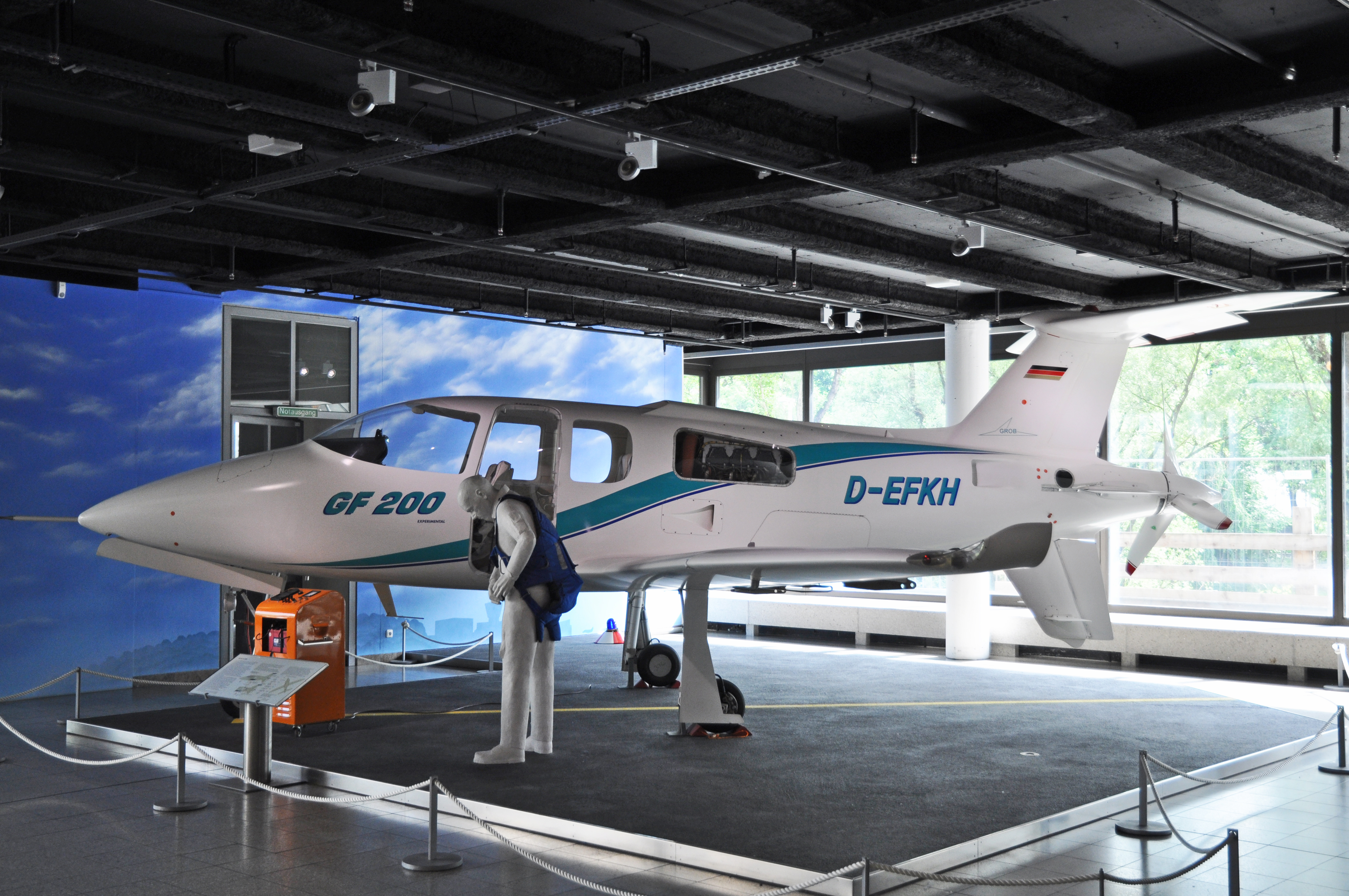
Grob GF 200 im Deutschen Museum

1991 fand der Erstflug des Prototyps GF 200 statt. Entwickelt wurde er im Rahmen eines Forschungsprojekts, mit dem ein neuartiger Antrieb erprobt werden sollte. Dabei treibt ein Kolbenmotor über eine Fernwelle den im Heck befindlichen Propeller an. Außerdem wurde das Flugzeug weitgehend in Kohlenstofffaser-Verbundbauweise erstellt. Ziel war es, ein Flugzeug mit Jet-Flugeigenschaften bei wesentlich geringeren Betriebskosten zu entwickeln. Die Erfahrungen mit dem Entwicklungsträger wurden für einige Nachfolgeprojekte genutzt.

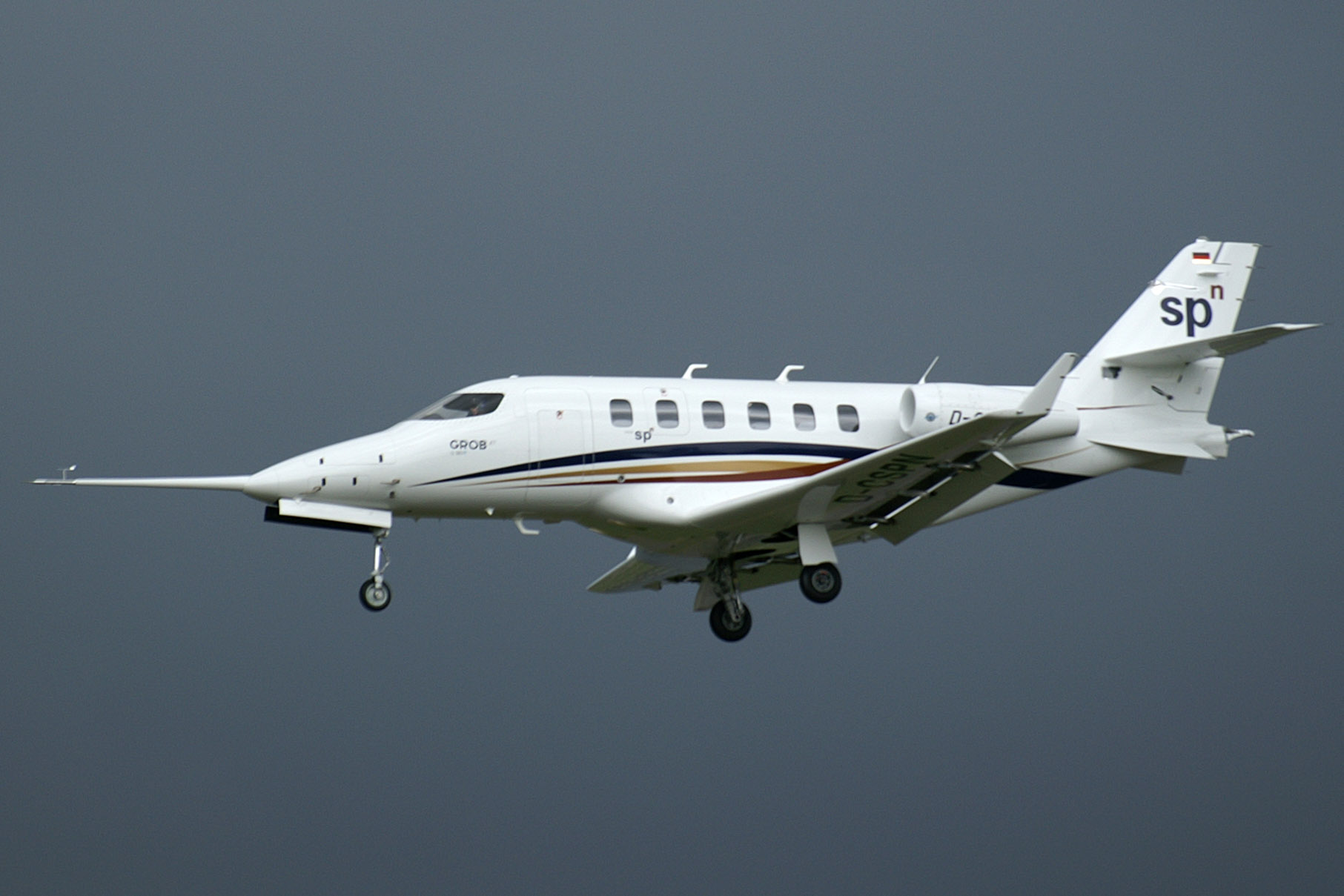
G180 SPn

Das Unternehmen entwickelte die Grob G180 SPn, den ersten vollständig in kohlenstofffaserverstärktem Kunststoff hergestellten Geschäftsreisejet der Welt, der im Juli 2005 zu seinem Erstflug startete.

### Grob Aerospace

Ehemaliges Logo von Grob Aerospace

Im Jahr 2006 wurde das Unternehmen an die schweizerische Executive Jet Investments AG veräußert und in Grob Aerospace GmbH umbenannt.
Im August 2008 stellte das Management der Grob Aerospace GmbH auf Grund von Zahlungsunfähigkeit beim zuständigen Amtsgericht einen Insolvenzantrag. Bis Ende Oktober desselben Jahres konnte die Produktion aufrechterhalten werden, danach mussten die Mitarbeiter entlassen werden.

### Grob Aircraft

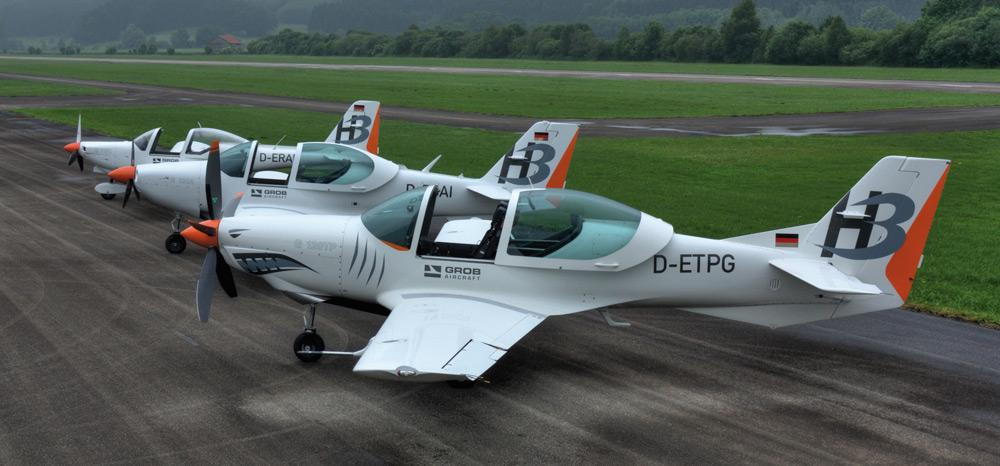
Grob Aircraft Flotte: (von rechts nach links) G 120TP, G 120A, G 115E

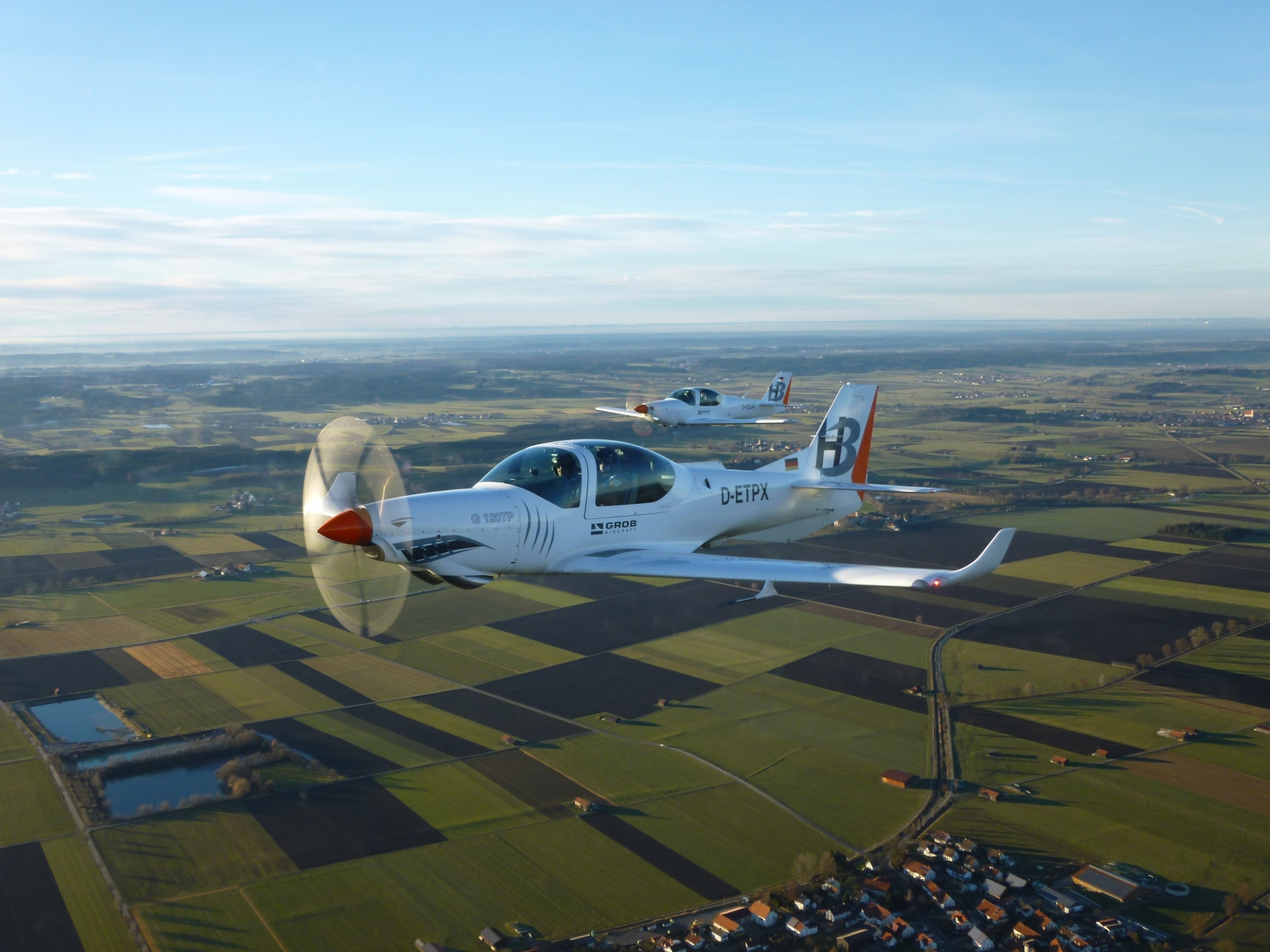
Formationsflug der G 120TP (D-ETPX) und G 120A (D-ESAI)

Ende Januar 2009 übernahm H-3 Aerospace mit Hilfe der Fortius Mittelstandskapital AG das Trainingsflugzeug- und Wartungsgeschäft und führt es seitdem als Grob Aircraft AG weiter, woraufhin am 1. Februar die Produktion wieder aufgenommen wurde. Die Produktion wurde auf die G 115E, G 120A und G 120TP sowie auf die G 520 EGRETT reduziert, die Motorsegler werden jedoch weiterhin am Standort in Mattsies gewartet. Im April 2012 wurde bekanntgegeben, dass der argentinische Flugzeughersteller FAdeA in Kooperation mit Grob Aircraft das strahlgetriebene zweisitzige Trainings- und Kampfflugzeug IA-63 Pampa II in einer Stückzahl von 60 Flugzeugen im Werk in Cordoba produzieren wird. Dabei wird Grob Aircraft einzelne Bauteile zuliefern. Im Juni 2025 wurde bekannt, dass Grob Aircraft an Helsing verkauft werden soll.

## Weiteres

### Verwicklung in Amigo-Affäre
Im Jahr 1993 wurde die Verwicklung der Firma Grob in die sogenannte Amigo-Affäre publik. In diesen Bestechungsskandal waren unter anderem Max Streibl (1932–1998), der damalige Ministerpräsident von Bayern und Freund von Burkhart Grob, verwickelt. Streibl wurde vorgeworfen, sich unrechtmäßigerweise beim Bundesministerium der Verteidigung für den Zuschlag des Auftrages für das EloKa-System LAPAS an die Firma Grob eingesetzt zu haben. Des Weiteren soll Streibl beim Bundesministerium für Forschung und Technologie und der Landesanstalt für Aufbaufinanzierung hohe Fördermittel für Grob erschlichen haben. Diese Vorwürfe sind bis heute unbewiesen. Zuvor hatte Grob zwei Urlaubsreisen Streibls nach Brasilien und Kenia bezahlt sowie ihm Parteispenden zukommen lassen. Dies wurde im Januar 1993 bekannt. Streibl trat aufgrund des parteiinternen und öffentlichen Drucks am 27. Mai 1993 zurück.

### Rekorde
Das Unternehmen gilt als Vorreiter bei der Verwendung von Faserverbundwerkstoff. Mehrere Flugzeuge von Grob erzielten flugtechnische Weltrekorde, beispielsweise bei der Flughöhe.

## Zwischenfälle
Am 29. November 2006 stürzte ein Prototyp der G180 SPn beim Start vom Flugplatz Mindelheim-Mattsies ab. Dabei starb der Testpilot Gérard Guillaumaud.